# Gomes de Castro
Augusto Olímpio Gomes de Castro, mais conhecido por Gomes de Castro, (Alcântara, 7 de novembro de 1836 — Rio de Janeiro, 31 de janeiro de 1909) foi um promotor, escritor e político brasileiro.

## Biografia
Filho do capitão Januário Daniel Gomes de Castro e Ana Francisca Alves de Castro. Casou-se com Ana Rosa Viveiros de Castro, filha do Barão de São Bento. Foi pai do ministro do Supremo Tribunal Federal Viveiros de Castro.

### Formação acadêmica
Fez seus estudos secundários no Liceu Maranhense, concluídos em 1856, e formou-se em direito pela Faculdade de Direito do Recife em 1861. Foi membro da Academia Maranhense de Letras. Ficou à frente dos jornais a Situação (1864-1868), dirigindo o Tempo (1878-1881), e depois O Paiz, de 1882-1888.

### Vida política
Foi filiado ao Partido Conservador. Foi promotor da cidade de Alcântara de 1862 a 1864, presidente da Câmara dos Deputados de 1887 a 1888, ministro da Marinha (ver Gabinete Rio Branco), senador durante o período 1909-1911 e presidente das províncias do Piauí, de 28 de agosto de 1868 a 3 de abril de 1869 e do Maranhão, de 28 de outubro de 1870 a 19 de maio de 1871, de 14 de outubro de 1871 a 29 de abril de 1872, de 4 de outubro de 1873 a 18 de abril de 1874, de 28 de setembro de 1874 a 22 de fevereiro de 1875, e de 7 de julho a 25 de julho de 1890. Deputado provincial de 1862 a 1863, 1868 a 1869, 1870 a 1872 e 1873 a 1877. Deputado geral de 1867 a 1868, 1869 a 1872, 1872 a 1875, 1877,  1882 a 1889.

## Homenagens
É homenageado em São Luís com a Alameda Gomes de Castro, localizada no Centro da cidade. Também é um dos bustos que homenageiam escritores maranhenses na Praça do Pantheon.